# نينوهي (إيواته)
مدينة نينوهي (بالإنجليزية: Ninohe)‏ هي أحد المدن التابعة لمحافظة إيواته. تأسست رسميًا في 01/01/2006. ويقدر عدد سكانها بـ 30685 نسمة حسب تقدير مكتب الإحصاء الياباني لعام 2012. تبلغ مساحة نينوهي 420.31 كم2. بكثافة سكانية تبلغ 73 نسمة/كم2.

## أعلام
- كازنوري إيو